# Manuel J. Calle
Manuel de Jesús Calle Pesantes (Cuenca, 24 de diciembre de 1866 -  Guayaquil, 6 de octubre de 1918) fue un crítico, sociólogo, político, periodista, articulista, escritor e historiador ecuatoriano.
Muchos de sus artículos periodísticos los firmó con los seudónimos de "Ernesto Mora" y "Enrique de Rastignac". Un defecto en un ojo le valió el apodo de "El Tuerto Calle". Tras una niñez no exenta de privaciones y penalidades, y después de recibir la educación básica en su ciudad natal, comenzó a ejercer su profesión en los semanarios La Libertad y La Época.

## Biografía

### Primeros años
Hijo de Manuel Aguilar y de Teresa Pesantes "abnegada mujer, abandonada en suma pobreza y viuda de un señor Calle, que se esforzó por darle a este hijo débil, enfermizo, feo y tuerto, una esmerada educación". En realidad Manuel J. Calle nunca fue tuerto pues contaba con ambos ojos, pero así le decían porque era estrávico, acostumbraba cerrarlo y cuando su madre salía a trabajar, su tía Jesús Pesantes quedaba cuidándole y como era muy llorón a veces le castigaba metiéndole la cara dentro de una pipa llena de agua. Ya famoso, su padre quiso reconocerle y hasta darle el apellido, pero el escritor protestó indignado diciéndole que ya no lo necesitaba, que era demasiado tarde. Realizó sus estudios en la escuela de los Hermanos Cristianos y luego ingreso al Colegio Seminario San Luis de su ciudad natal, donde tuvo como maestro de retórica al eminente sabio e historiador Federico González Suárez, con quien años más tarde sostuvo inteligentes y acaloradas polémicas. 

### Carrera como escritor

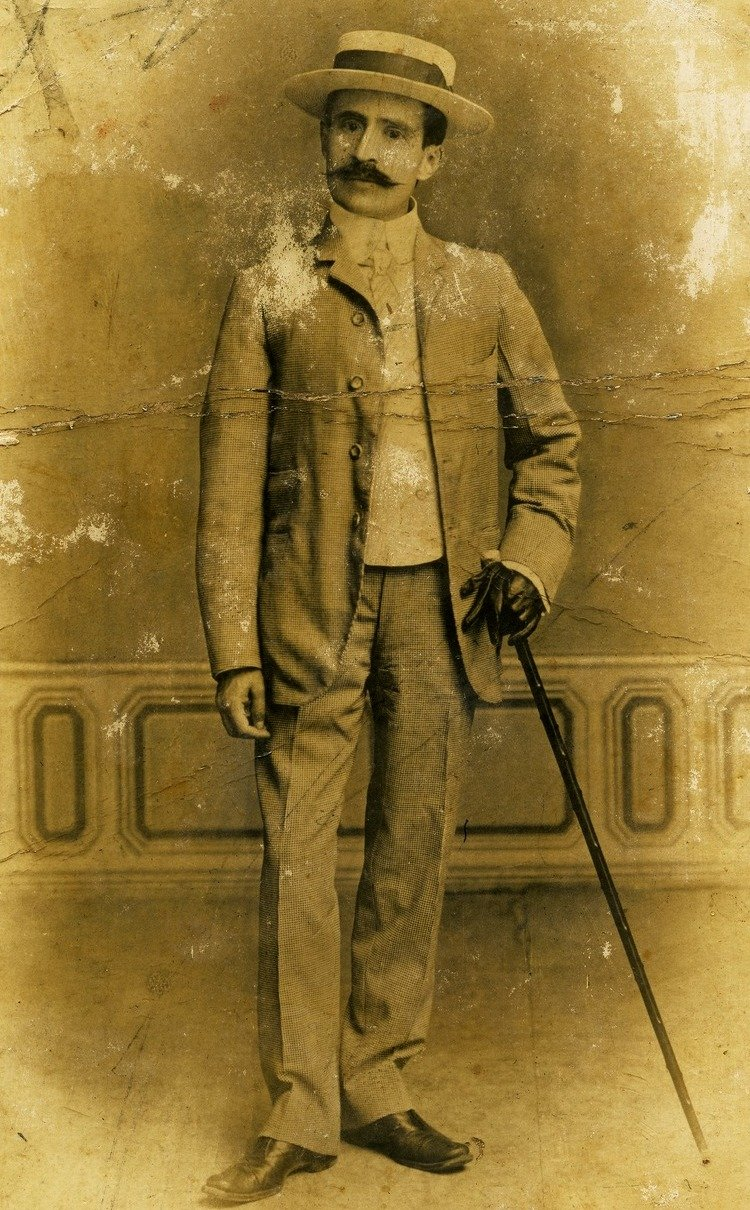
Manuel J. Calle

Desde su época de estudiante empezó a manifestar sus primeras inquietudes periodísticas, y así, cuando apenas tenía 18 años de edad publicó un pequeño periódico llamado “El Pensamiento”, que fue considerado por sus profesores como irreverente. Pocos años después, en 1888 fundó un nuevo periódico al que llamó “La Libertad”, a través del cual logró impactar poderosamente en la conciencia del pueblo.
A la edad de 26 años comprendió que el medio cultural de Cuenca era demasiado estrecho para desarrollar sus inquietudes literarias -que ya habían receptado la influencia de las corrientes ideológicas liberales de la época-, por lo que en busca de nuevos y más amplios horizontes se trasladó a vivir en Guayaquil donde en 1892 fundó el semanario liberal “El Intransigente”. Prestigió además con sus artículos periodísticos las columnas de “El Diario de Avisos” y de “El Telégrafo”.
Por esos años inició también una violenta y tenaz campaña para combatir al gobierno progresista del Dr. Antonio Flores Jijón, y en 1895 tomó las armas para combatir, junto a Julio Andrade, en favor de la Revolución Liberal. En 1898 había contraído matrimonio con Rosa Solano de la Sala y Guerra, hermosa y rica copropietaria de la cervecería alemana, tuvieron seis hijas y un hijo, pero ella terminó por separarse de él porque no podía soportar su desmedida afición al licor. El 25 de octubre de 1900, el Congreso de la República del Ecuador expide el decreto por medio del cual se crea la Ley de Registro Civil, la misma que fue Ejecutada por el Presidente de la República, el General Eloy Alfaro Delgado, publicado en el registro oficial No- 1252 del día lunes 29 de octubre, siendo el Primer Director de esta Institución el Escritor Manuel J. Calle.
Desde el mes de marzo de 1904 editó el diario "El Radical", de gran formato, bien impreso y escrito a seis columnas por página en la Imprenta Nacional, Poco después la "Revista de Quito" que aparecía semanalmente y era literaria y de actualidad política, allí le ayudaron Julio Arboleda Armero y Luis A. Martínez Holguín entre otros escritores talentosos; pues, Calle, era considerado líder de los radicalistas por su gran inteligencia, carácter explosivo y don de mando. 
En 1905 dio a la luz un pequeño libro de lectura sobre la emancipación ecuatoriana dirigido principalmente a los niños y que tituló "Leyendas del Tiempo heroico, episodios de la guerra de la independencia" en 306 páginas y constituyó un éxito editorial. Consta de dos partes, una que trata sobre los episodios y otra que trae lecturas para niños. Sin embargo, la buena época le duró poco, pues habiendo ascendido al poder Lizardo García en agosto de 1905, al poco tiempo cayó estrepitosamente a consecuencia de la revolución del l° de enero de 1906, del General Emilio María Terán. Como escritor desarrolló una intensa labor en beneficio del periodismo y las letras ecuatorianas, fundando nuevos periódicos como: “El Correo Nacional” (1895), en Quito, “La Semana Literaria”, “El Nuevo Régimen” (1896-1897) y, “La Revista de Quito” (1898).

### Últimos años y fallecimiento
Calle era el más grande periodista del país aunque estaba tan enfermo que solo pesaba cien libras y casi no podía ver ni sostenerse en pie. Solo sus grandes y negros ojos, hundidos en dos cuencas cada vez más vacías, revelaban el fuego interior de su inquebrantable espíritu de luchador. Era tanta su fama que en 1914 el gran diario "La Prensa" de Buenos Aires le ofreció un jugoso contrato de trabajo en esa capital, que tuvo que rechazar por su mal estado de salud, que le impedía emprender el largo viaje.
Al final de sus días acostumbraba poner tinta en un plato para no equivocarse al mojar el canutero y cierta tarde, que aguzado por el deseo de beber perdió por un instante la conciencia, se tomó el contenido del plato y casi se envenenó. Se asfixiaba, guardaba cama, no podía ni levantarse.
A principios de octubre de 1918 se agravó y la empleada que le atendía llamó a sus hijas en Quito, para que le vinieran acompañar. El pueblo hacía fila en la calle y finalmente, el 6 de octubre murió de cirrosis complicada con tisis. Su sepelio constituyó un acontecimiento nacional. El país tomó conciencia que había perdido al mayor periodista ecuatoriano de todos los tiempos. Este notable cuencano es conocido en todo nuestro continente y fuera de él por su forma periodística persuasiva y combativa por la verdad, libertad, equidad y justicia. 

## Análisis de su obra

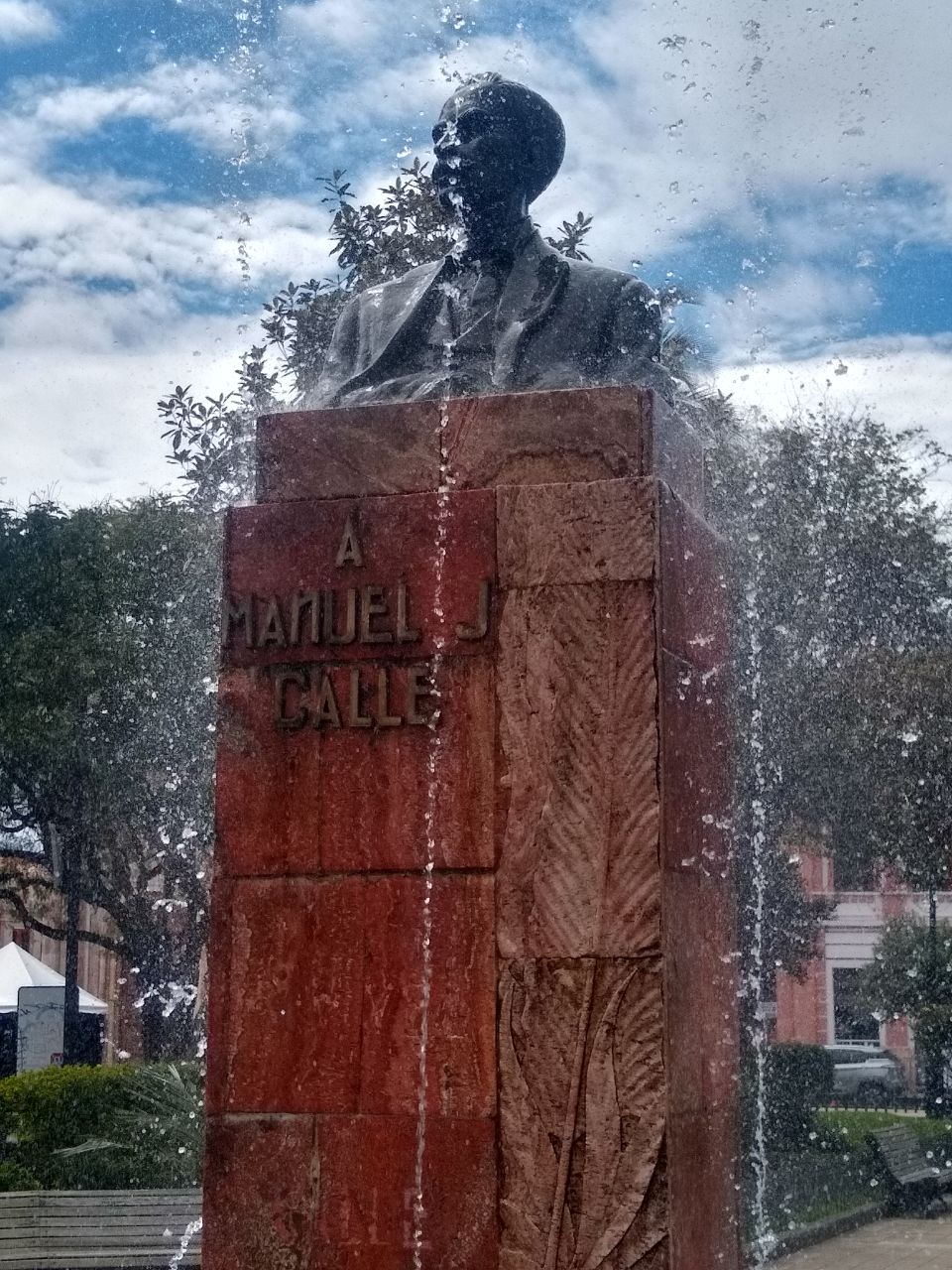
Busto de Manuel J. Calle en el parque San Blas

### Estilo literario
Inteligencia privilegiada, imparcial con todos, seguidor únicamente del dictamen de su conciencia, permaneció siempre fiel a una ideología muy avanzada. Sus columnas se caracterizaban por frases fustigantes, violentas, inconformes, rebeldes contra todo convencionalismo y contra todo respeto a las apariencias. Esto le valió la admiración hasta de sus enemigos, haciendo que fuera por igual respetado y temido. Fue uno de esos personajes que marcan una época, no sólo en el periodismo, sino también en sus reportajes históricos y costumbristas.

### Carlota
En 1897, Manuel J. Calle publicó su obra "Carlota" en entregas en "La Semana literaria". Esta novela de tintes autobiográficos narra la historia de una joven de la sierra que, debido a la pobreza, se ve forzada a prostituirse en Guayaquil. Al igual que en "La Emancipada" de Miguel Riofrío, Calle aborda la difícil situación de la mujer en una sociedad compleja. Es una de las obras literarias pertenecientes a la corriente realista que destacó a inicios del siglo XX junto a la novela A la costa de Luis A. Martínez.

### Biografías
Su primer libro en este estilo fue "Figuras y siluetas" publicado en 1899, con biografías de distintas personalidades importantes de fines del siglo XIX. A esto se sumaría su publicación de 1921 titulada "Biografía y Semblanzas", en 294 páginas. Con seis biografías sobre, Luis Cordero Crespo, Remigio Crespo Toral, Federico González Suárez, Luis A. Martínez, Juan Benigno Vela y Honorato Vázquez. De "Biografías y Semblanzas" se ha dicho que es su obra más hermosa y armónica y de Calle se cuentan aún numerosísimas anécdotas que lo presentan en toda su grandeza de hombre y escritor; pues, con Juan Montalvo y Calle la prosa ecuatoriana alcanza las más grandes cimas de perfección en todos los tiempos. Un trabajo biográfico similar realizaría Camilo Destruge bajo el título "Album Biográfico Ecuatoriano" o Modesto Chávez Franco con el título de "Biografías olvidadas".

### Hombres de la Revuelta
Se ha dicho y no sin razón que con "Hombres de la Revuelta” Calle inauguró la prosa periodística del Ecuador en el siglo XX por su poder de síntesis, la profundidad psicológica de sus descripciones tanto físicas como espirituales y aquellas tremenda arma que usó siempre, la burla. Lo malo de la obra es el rencor que contiene y que justamente le hizo temido y aumentó su fama de amargado; pues, para dar salida a la sobrecarga psicopática que le atormentaba, escribía, insultaba y bebía, enfermedad esta última que se le irá acentuando con la tuberculosis incubada por su mala alimentación.

## Escritos

### Literatura
- Carlota (novela): Apareció por entregas en "La Semana literaria del nuevo régimen", luego en la "Revista Quito", y finalmente se editó como libro en 1900 (165 págs.).
- Historia de un crimen, páginas de un libro inédito (sobre el fusilamiento del Coronel Luis Vargas Torres): 1898 (40 págs.) y una segunda entrega en 1904 (32 págs.).

### Ensayos y artículos
- Un viejo artículo y algunas reflexiones oportunas: 1898 (24 págs.)
- Cuestiones del Día. Algunas palabras sobre el partido Conservador ecuatoriano: 1898 (20 págs.).
- Los Dominicos italianos en la República del Sagrado Corazón: 1898 (168 págs.).
- El Triunfo del Radicalismo (opúsculo histórico): 1898
- La devoción del Sagrado Corazón: 1899 (61 págs.).
- Juan Murillo Miró, muerto en Quito en la mañana del 25 de diciembre de 1900, rasgos biográficos: 1900 (29 págs.).
- Señores y amigos, cuatro palabras al partido Liberal Ecuatoriano: 1901
- Censuras Pueriles, algo sobre las cuestiones religiosas en el Ecuador y la conferencia de Santa Elena: 1901 (39 págs.).
- Un manojo de artículos, folleto de mala prosa que contiene algunas observaciones acerca del episodio ecuatoriano: 1904 (266 págs.).
- Cuestiones del Día, actualidad política y gobierno del General Plaza: 1904 (238 págs.).
- Tengo la polémica política: 1904 (44 págs.).
- Recopilación de sus "Charlas" (1911-1918): 1929 (291 págs.).

### Historia y sociología
- Figuras y Siluetas (biografías de liberales): 1899 (312 págs.).
- Leyendas del Tiempo heroico, episodios de la guerra de la independencia: 1905 (306 págs.).
- Hombres de la revuelta: 1907 (349 págs.).
- Leyendas Históricas de América: 1909 (segunda edición en 1921).
- Biografía y Semblanzas (seis semblanzas): 1921 (294 págs.).